# 2012년 종말론
2012년 종말론은 1999년 종말론에 이어 나타난 대규모의 종말론적 신념 현상으로, 2012년 12월 21일 또는 그 전후에 지구 멸망이나 그에 준하는 사건이 발생할 것이라는 주장을 골자로 한다.
이를 바탕으로 할리우드 영화 《2012》가 제작되면서 지구종말론이 전 세계적으로 널리 알려졌으며, 대한민국에서는 지상파 방송 채널인 문화방송의 〈신비한TV 서프라이즈〉, SBS의 〈그것이 알고 싶다〉, 한국방송의 〈스펀지 0, KBS 스페셜〉, 종합편성채널인 채널A의 〈이영돈PD 논리로 풀다〉에도 방영되면서 큰 화제를 불러일으켰다. 하지만 대다수 천문학자들은 이에 대해 "멸망설은 매년 제기되는 근거 없는 설 중 하나일 뿐"이라며 동요하지 말 것을 당부하였다. 그리고 실제로 2012년 12월 21일에 종말이 일어날 것이라 했던 종말론은 오지 않았다.

## 예언들

### 마야문명의 달력
마야 문명은 지구가 5,125년을 대주기로 운행되고 있다고 믿었으며 그 주기에 따라 마야 달력을 제작했다. 마야의 달력은 크게 세 종류이다. 주식인 옥수수의 성장 주기에 맞춘 260일 달력과, 지구의 공전 주기를 계산한 365일 달력, 그리고 5125년(13박툰)을 한 주기로 계산하는 마야 장기력이 있다. 마야 달력은 기원전 3114년 8월 12일이 시작일이다. 마야에선 약 394년인 144000일을 주기로 시간을 측정하는데 이를 '박툰(baktun)'이라 한다. 마야 달력의 시작일로부터 13번째 박툰이 끝나는 날이 바로 2012년 12월 21일이다. 종말론자들은 이날이 지나면 세상에는 인류도 시간도 존재하지 않는 무(無)의 세계가 펼쳐진다고 하며, 1960년대 멕시코 남부에서 고속도로 건설 공사 중 발견된 '모뉴먼트 6'이란 유물도 이런 종말론을 뒷받침한다고 주장한다. 이 유물에는 2012년 12월 21일 마야 문명에서 전쟁과 창조의 신인 '볼론 요크테'와 관련해 어떤 사건이 일어난다는 내용이 적혀 있다. 그러나 이 뒷부분의 내용은 훼손되어 해석이 불가능하다고 한다. 하지만 정작 종말론을 믿는 마야의 후손들은 거의 없으며 할리우드 영화제작자들이 돈을 벌 욕심으로 마야를 끌여들였다며 시큰둥하다.

### 노스트라다무스의 그림 예언
1982년 로마 국립 중앙도서관에서 노스트라다무스의 새로운 예언서(바티시니아 노스트라다미)가 발견되었는데, 종말론자들은 이 예언서에 있는 암호 같은 그림 몇 장에 주목했다. 그림 속의 어린 양이 성경의 요한계시록에 나오는 희생양을 의미하며 이것이 곧 지구의 종말을 뜻한다고 해석한 것이다. 3개의 달과 1개의 태양 그림은 각각 세 번의 월식과 한 번의 일식을 의미하는 것으로 이 모든 것이 발생한 이후 즉, 2012년에 지구가 종말한다는 것이다.

### 주역의 예언

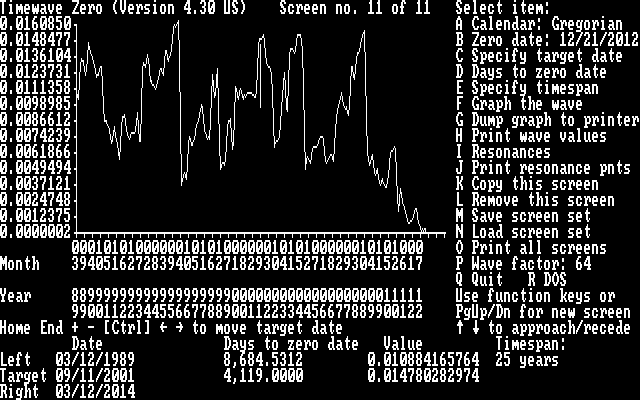
주역을 바탕으로 만들어졌다는 타임 웨이브 제로

중국의 《주역》은 64개의 서로 다른 모양의 괘를 이용해 점을 치는 법을 적은 중국의 고대 서적이다. 2000년, 미국의 과학자 테렌스 메케나는 주역을 수리적으로 분석해 시간의 흐름과 64괘의 변화율을 그래프로 표시하고, 이러한 그래프를 '타임 웨이브 제로(time wave zero)'라고 이름붙였다. 그는 이 그래프가 4천년에 걸친 인류사의 변화와 정확하게 일치한다고 주장했다. 그래프가 상승한 시기에는 영웅이 등장하거나 새로운 국가가 탄생했으며, 그래프가 하강한 시기에는 인류사의 비극적인 사건이 일어나거나 국가가 멸망했다는 것이다. 이 그래프는 어느 시점에서 0이 되는데, 이 날이 바로 2012년 12월 21일이라고 한다.

### 웹봇의 예언
웹봇이란 전 세계 인터넷상의 모든 자료들을 모아 핵심적인 단어들을 조합해 언어 엔진을 통해 다양한 과정을 거쳐 주식 시장의 변동을 그래프로 예측하는 프로그램이라고 한다. 그런데 웹봇은 주식 시장에 막대한 영향을 끼치는 사건이 발생하기 전, 이 모두를 예측해 왔다고 한다. 2001년 미국 9·11 테러와 컬럼비아 우주왕복선 참사, 2004년 인도양 지진 해일 사태 등을 예측했다는 것이다. 웹봇의 분석은 어느 한 시점을 기준으로 분석을 거부하였는데 그 날이 바로 2012년 12월 21일이라고 한다. 웹봇이 분석한 그래프는 타임웨이브 제로와 상당부분 일치한다는 점에서 주목받고 있다.

## 종말의 원인

### 지구 자기장 역전설
고지구자기연구를 통해 과거에도 지구의 자기가 역전되었다는 사실을 알 수 있다. 일부 사람들은 바로 2012년에 태양의 활동이 활발해지면서 지구 자기장에 영향을 주어 지구 자기의 역전을 초래할 수 있다고 주장한다. 그러나 혹자들은 지구 자기 역전이 단숨에 일어나는 것이 아니라 아주 오랜기간에 걸쳐 일어나기 때문에 근거가 없다고 주장한다. 하지만 최근의 연구에 따르면 지구의 자기장은 영구자석보다는 전자석에 가깝기 때문에 지자기 역전이 일어날 때 자극전체가 수백만년 동안 서서히 움직여서 한번에 끝나는 것이 아니라 그 기간 동안 수많은 반전을 거듭한 뒤 마침내 역전되면서 안정한다는 것이다. 이것은 현재 자극이 움직이고 있는 현상과는 별개로 역전 시에 적용된다.

### 행성 X와의 충돌설
낸시 라이더는 자신이 운영하는 웹사이트에서 행성 X에 대한 예언을 하였다. 니비루라고도 불리는 행성 X는 3600년 주기로 움직이는데 지구보다 4배가 크고 45˚ 기울어진 상태로 지구를 향해 다가오고 있다고 주장하였다. NASA와 JPL에서 적외선 위성을 하늘로 띄워 보냈는데 니비루가 지구를 향해 다가온다고 보고하였고, 1983년 12월 31일에 워싱턴포스트 머리기사에 실렸다고 한다. 이는 고대 수메르 신화에 나오는 행성 니비루와 궤도가 비슷했다. 또한 네티즌들은 2003년 봄에 행성 니비루가 찍힌 사진들을 낸시에게 보내왔다고 한다. 행성 니비루가 접근하면 지구의 자기장에 의해 지구의 자전축이 바뀌고 남북이 바뀌는 현상도 올 수 있다고 주장했다.

### 태양 폭풍설
종말론에 대한 저서가 영화로 제작되어 명성을 알리게 된 저널리스트이자 작가인 로렌스 조셉은 "천문학자들에 의하면 2012년~2013년에 태양 활동이 최고조에 다다른다"고 주장하였다. 실제로 NASA는 태양의 흑점활동이 매우 사납게 변하고 있다고 하였다. 1859년 퀘백 지역의 전력망이 9시간 동안 작동하지 않는 일이 현대에 벌어진다면 기계문명이 종말을 맞는 등 더 큰 재앙으로 올 수 있다는 것이다. 게다가 태양폭풍으로부터 지구를 보호하던 자기장에 거대한 균열이 생기고 있다는 주장도 제기되었다. 실제로 지구에 자기장이 사라진다면 핵폭발시에 방사능 오염이 될 때처럼 치명적인 비극이 발생할 수도 있다.

### 기타
- 인도네시아 수마트라섬의 토바 호에 있는 지구 최대 화산이 2012년 폭발설
- 파푸아뉴기니의 후리족의 전설
- 지구 온난화로 인한 멸망설
- 제3차 세계대전에 의한 멸망설
- 석유의 고갈에 의한 멸망설
- 태양폭발로 의한 멸망살
- 태풍으로 인한 자연훼손에 의한 멸망설

## 반박과 재해석

### 마야 달력
에드윈 반 하트 마야 탐험센터 소장은 "지난 100년간 고고학계에서 수천개의 마야 텍스트를 발견했는데 그 모든 텍스트중에서 2012년이라는 날짜가 있었던 것은 단 1개밖에 없었다"며 "발견된 비석의 태양력과 탁금력(卓金曆)의 날짜는 4아하우 3깐낀"이라며, "이 날짜는 정확하게 2012년 12월 21일을 의미한다"고 하였다. 비석중에 '볼론 욕테이'라는 글자가 종말론자들에 의해 '파괴의 신'으로 해석되는 것에 대하여 그는 "내가 본 모든 텍스트에서 '볼론 욕테이'는 위원회 역할을 하고 있다"며 "볼론 욕테이가 전쟁이나 파괴와 관련된 텍스트는 한 번도 본적이 없다"고 하였다. 또한 "비석의 마지막 글자는 훼손되어 해석 자체가 불가능한 상태이며, 이 비석의 내용은 예언이 아니라, 7세기 실존했던 발랍 아하우 왕의 업적을 기리기 위해 세워졌다"고 하였다. 그는 "어떤 마야 달력에서도 2012년 12월에 세상에 종말이 온다고 이야기 하지 않았다"고 하였다. 과테말라 술툰에서 월리엄 새 달력을 발견한 벽화의 상형문자를 발견한 월리엄 사투르노 교수팀은 상형문자를 토대로 분석한 결과 해당 벽화는 태양과 금성등 천체의 주기를 계산한 것으로 장기력과 일치하는 것으로 나타났다. 또한 6개월 단위의 시간이 최고 250만일, 약 7000년 가까이 순환하고 있다. 일각에선 마야 달력에 근거한 종말론은 지극히 서양의 관점에서 바라봤다는 해석도 있다. 30 여년간 마야 문명을 연구한 콜게이트 대학교의 앤터시 에이브니 교수는 종말론 서적 등은 빈약한 증거를 바탕으로 사실상 날조된 것이라며 터무니 없다는 반응을 보였다.

### 행성 X와의 충돌설
행성 X와의 충돌설에 대해서는 천문학계에서 아직 관측되었다는 공식 보고서가 없다. 또한 네티즌들이 낸시 라이더에게 보내온 행성 X에 대한 사진들도 실제로는 스미어와 고스트 현상으로 밝혀졌다. 스미어 현상이란 태양이나 전등 등의 강한 반사광을 촬영할 시에 화면에 수직으로 한 줄기의 선이 나타나는 현상을 말하며, 고스트 현상이란 밝은 천체의 빛이나 강한 빛을 촬영 했을 때 눈으로 보이지 않았던 동그란 모양의 빛이나 테두리가 나타나는 현상을 말한다. 특히 카메라 렌즈 기술이 발달하지 않았던 5년 이상 된 사진들이 많다는 점도 이를 뒷받침한다. 또한 니비루라는 행성은 존재조차 하지 않는다.
일본 천문학팀이 발견했다는 행성 X의 실제 이름은 '아웃터 플래닛'인데 종말론자들이 주장하는 것과는 달리 공전주기가 1000년 정도이고 지구보다 크기도 작다. 그리고 언론들에서 정식 이름인 아웃터 플래닛이 아닌 행성 X라고 이름을 붙여 보도한 것은 관심을 더 끌기 위한 목적이었다고 일본 천문학팀은 분석했다. 실제로 행성 X라는 용어는 '아직 발견되지 않은 행성'이라는 의미로 쓰인다. 이 천체는 실제로 관측된 적이 없으며 일본 천문학팀은 존재 할 가능성이 있다는 이론을 발표했을 뿐이다. 일본 천문학팀은 "아웃터 플래닛이 지구에 근접할 가능성은 0%이며, 가장 가까이 왔을때도 태양과 지구의 거리보다 80배 정도 되는 거리"라며, 이 행성이 지구에 미칠 영향도 전혀 없다고 밝혔다. NASA가 행성 X에 대해서 숨기고 있다는 낸시 라이더의 주장에 대해서도 천문학자들은 "지구 근처에서 빠르게 움직일정도의 천체라면 다른 천체 망원경에서도 관측이 될 것이고, 그런 것들까지 NASA가 숨기는 것은 불가능하다"고 일축하였다.

### 태양 폭풍설
태양 폭풍에 대해서도 문용재 경희대 우주과학과 교수는 "태양은 11년 주기로 상승과 반복을 하게 되는데 2001년 정도에 극대기가 되었으니 2012~2013년 정도에 극대기가 온다"며 "하지만 지금까지 수십번 그런 일이 있었기 때문에 실질적으로 영향은 거의 없다"며, "현재 태양의 흑점이 매우 적은 상태라서 오히려 2001년의 극대기보다 활동이 더 약할 것이다"라고 하였다.
지구 자기장의 소멸에 대해서 이윤수 지질자원연구원 박사는 "지구의 자기장이 변화 할 만한 아무런 조짐도 없다"고 하였다.

### 노스트라다무스의 그림 예언설
노스트라다무스의 그림 예언에 대해서 자클린 알르망 프랑스 노스트라다무스 박물관장은 "바티시니아 노스트라다미(그림예언서)는 노스트라다무스로부터 나온 것이 아니라는 것을 확신한다"며 "모든 노스트라다무스의 책들은 그의 생전에 출판되었고, 그 이후에 출판된 자료들은 전부 다 잘못된 근거들"이라고 하였다. 또한, 빗나간 예언인 1999년 노스트라다무스의 종말 예언서도 그가 죽은 후에 4행시가 덧붙여져 있었다. 그림예언서를 최초에 발견했던 로베르토 피노티도 "원하는 대로 해석할 수 있다"며 종말 예언을 믿지 않는다고 밝혔다.

### 주역 예언설
주역(타임웨이브)에 대한 종말론에 대해서도 최정준 동양철학박사는 "타임웨이브는 시작에서 끝이라는 세계관이고, 주역의 세계관은 끝나면 다시 시작한다는 세계관이다"라며 타임웨이브의 종말론에 대해 반박하였다.

### 미국 NASA의 공식 반박
2012년 12월 11일, 미국 항공 우주국(NASA)은 종말론이 대두되자 종말론의 근거가 되는 것들에 대해 공식적으로 반박하는 동영상 '어제(21일) 지구가 멸망하지 않은 이유(Why The World Didn‘t End Yesterday)'를 공개했다. 이 동영상에는 "마야 달력은 21일에 끝나지 않으며 마야인은 지구의 종말을 예언하지 않았다. 마야 달력은 21일에 다시 시작한다."는 천문고고학센터의 존 칼슨 소장의 인터뷰 내용이 포함되어 있으며 행성 '니비루(Nibiru)'란 소행성과 지구와의 충돌설, 소행성 정렬 종말설, 자기 폭풍, 유성 충돌 등 다양한 우주 현상을 근거로 한 종말론들이 있으나 그 어떤 이론으로도 지구가 멸망할 가능성은 없다고 밝혔다.

## 종말론에 대한 분석
종말론을 만들어내는 사람들에 대해서는 돈을 벌기 위해서 이야기를 만들어내는 것이라는 해석이 지배적이다. 실제로 종말 신드롬을 만들어냈고, 많은 돈을 벌었던 작가 로렌스 조셉은 지하 벙커나 산 꼭대기에 살지 않고 LA 한복판에서 살고있다. 그는 "종말론을 이야기 하는 사람이 스스로 준비하는 단계까지는 되지 못했다"며 자신의 행동들에 대한 모순을 인정하였다. 또한 2012년 종말론 사이트를 운영하는 데니스 맥클란도 대재앙때 필요한 비상식량이나 구급장비 등의 물건들을 판매하여 많은 수입을 올리고 있다. 그는 "2012년 웹사이트를 열면서 사업 수익이 20배나 늘었다"고 밝혔다. 종말론이 주목을 받는 이유에 대해서 전상진 서강대 사회학과 교수는 "사람들이 뜻하지 않은 상황으로 현실이 나빠지게 되어 불안감을 가지게 되는데, 이를 설명해줄 수 있는 나름대로의 이론이나, 책임을 져야 하는 무엇인가를 필요로 하게 된다"며 "그것이 대재앙이나, 종말론에 대한 관심으로 나타나게 된다"고 분석하였다. 2011년 동일본 대지진으로 인해 종말론에 대한 불안감이 더욱 커지기도 했다.

## 영화
2009년 11월, 2012년의 지구종말론 이야기를 다룬 영화 2012가 개봉되었다. 하지만 영화 제작사측에서 지구 종말에 대한 불안심리를 조장하여 노이즈 마케팅을 한다는 지적이 제기되고 있으며 학자들은 '일부 청소년들이 지구 종말이 오기 전에 자살을 하거나 처녀성을 파는 등 큰 혼란을 겪게 될 것'이라며 영화 제작사 측을 비판하였다.

## 미디어
- MBC 신비한 TV 서프라이즈
  - 익스트림 서프라이즈 1 - 2012년 지구의 멸망은 오는가 (2008년)
  - 익스트림 서프라이즈 1.5 - 지구 멸망 2012 (2009년 9월 6일)
- SBS 그것이 알고 싶다
  - 2012년, 지구의 종말은 오는가? (2009년 11월 7일)

## 관련 서적
- 《2012 아마겟돈인가, 제2의 에덴인가?》 2009년, 그렉 브레이든 저/김형준 역, 물병자리 ISBN 978-89-87480-95-4
- 《2012 성경 그리고 최후의 날》2010년, 마크 히치콕 저/조혜란 역, 동해출판 ISBN 978-89-7080-193-3
- 《예언 2012년》1998년 현홍균 저, 유림, ISBN 978-89-7080-193-3

## 같이 보기
- 종말론
- 종말론 (배화교)
- 다미선교회 시한부종말론 사건
- 최후의 날 시계